# Dominic Breazeale
Dominic Angelo Breazeale (ur. 24 sierpnia 1985 w Alhambrze w stanie Kalifornia) – amerykański bokser, były pretendent do tytułu mistrza świata wagi ciężkiej.

## Kariera amatorska
Jego największym sukcesem było zwycięstwo w mistrzostwach Stanów Zjednoczonych w 2012 roku. W tym samym roku wystartował w letnich igrzyskach olimpijskich w Londynie. Z turnieju odpadł już w pierwszej rundzie, przegrywając 8-19 z Magomiedem Omarowem.

## Kariera zawodowa
Po igrzyskach olimpijskich zdecydował się podpisać kontrakt zawodowy. Pierwszą walkę wśród profesjonalistów stoczył 9 listopada 2012 roku, nokautując w pierwszej rundzie Curtisa Lee Tate.
W 2014 roku dołączył do grupy promotorskiej Ala Haymona i zaczął walczyć na galach Premier Boxing Champions.
21 stycznia 2016 roku, po szesnastu kolejnych zawodowych zwycięstwach, spotkał się w Los Angeles z Amirem Mansourem (22-1-1, 16 KO). Jego rywal ze względu na złamaną szczękę poddał się przed szóstą rundą.
25 czerwca 2016 roku dostał szansę walki o tytuł mistrza świata wagi ciężkiej federacji IBF, mierząc się w Londynie z Anthonym Joshuą (16-0, 16 KO). Przegrał przed czasem w siódmej rundzie.
25 lutego 2017 roku zmierzył się w Birmingham z reprezentantem Polski Izuagbe Ugonohem (17-0, 14 KO). Pojedynek miał bardzo emocjonujący przebieg – Breazeale był liczony w czwartej rundzie, a Ugonoh w trzeciej i dwukrotnie w piątej. Ostatecznie starcie zakończyło się wygraną Breazeale przez TKO w piątym starciu.
4 listopada 2017 w nowojorskiej Barclays Centre pokonał w eliminatorze WBC przez RTD w ósmej rundzie Erica Molinę (26-5, 19 KO). Dzięki temu zapewnił sobie walkę z mistrzem świata Deontayem Wilderem.
22 grudnia 2018 w tej samej hali znokautował w dziewiątej rundzie Carlosa Negrona (20-2, 16 KO).
18 maja 2019 w nowojorskiej Barclays Centre stanął do walki o pas mistrza świata WBC wagi ciężkiej z broniącym tytułu Deontayem Wilderem (40-0-1, 39 KO). Przegrał tę walkę przez nokaut w pierwszej rundzie.